# Polônia nos Jogos Olímpicos de Verão de 1988
A  Polônia competiu nos Jogos Olímpicos de Verão de 1988, em Seul, na Coreia do Sul. O país foi representado por 143 competidores, 111 homens e 32 mulheres, que participaram de 105 eventos em 19 esportes.